# Allen Cunningham
Allen Cunningham (* 28. März 1977 in Riverside, Kalifornien) ist ein professioneller US-amerikanischer Pokerspieler.
Cunningham hat sich mit Poker bei Live-Turnieren knapp 12 Millionen US-Dollar erspielt. Er ist fünffacher Braceletgewinner der World Series of Poker, bei der er 2005 als Spieler des Jahres ausgezeichnet wurde. 2019 wurde der Amerikaner als einer der 50 besten Spieler der Pokergeschichte genannt.

## Pokerkarriere

### Werdegang
Cunningham brach ein Studium des Bauingenieurwesens ab, um sich komplett dem Pokerspiel zu widmen.
Er begann mit 18 Jahren in Indianerkasinos Poker zu spielen und gewann nur zwei Jahre später sein erstes Turnier mit einer Siegprämie von 31.000 US-Dollar. Mit 23 Jahren gelang Cunningham ein zweiter Platz bei einem Turnier der World Series of Poker (WSOP) in Las Vegas und mit 24 Jahren gewann er sein erstes Bracelet bei dieser Turnierserie. Cunningham ist einer der angesehensten Turnierspieler weltweit. Bei der WSOP gewann Cunningham fünf Bracelets, zuletzt 2007. Bei der WSOP 2005 wurde er als Player of the Year ausgezeichnet. Zudem erzielte er beim Main Event der World Poker Tour zwei Finaltische. Im Jahr 2006 erreichte er beim WSOP-Main-Event den vierten Platz und gewann mehr als 3,6 Millionen US-Dollar Preisgeld. Im Rahmen der 50. Austragung der World Series of Poker, bei der er seine bis dato letzte Geldplatzierung erzielte, wurde er im Juni 2019 als einer der 50 besten Spieler der Pokergeschichte genannt.
Cunningham wird als introvertiert angesehen, da er am Tisch kaum redet und nur mit hervorragenden Platzierungen auf sich aufmerksam macht. Er wurde vom Card Player Magazine als Silent Killer bezeichnet. Mit dem Onlinepokerraum Full Tilt Poker hatte er einen Exklusivvertrag. Cunningham wohnt mit seiner Freundin in Las Vegas.

### Preisgeldübersicht

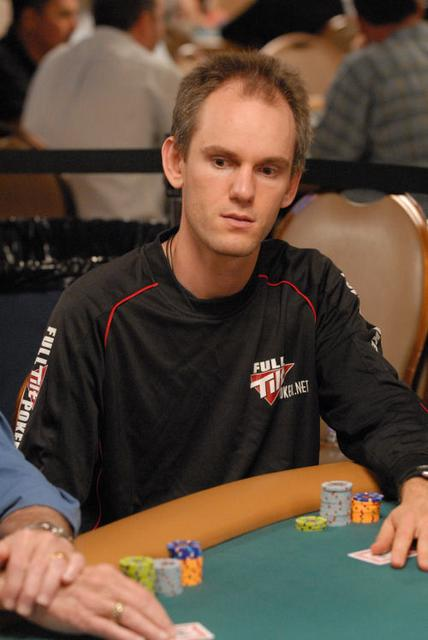
Cunningham bei der WSOP 2007

| Jahr      | Preisgeld (in $) | Turniersiege |
| --------- | ---------------- | ------------ |
| 1996      | 910              | 0            |
| 1997      | 7.095            | 0            |
| 1998      | 58.325           | 1            |
| 1999      | 163.514          | 6            |
| 2000      | 198.213          | 0            |
| 2001      | 481.594          | 3            |
| 2002      | 228.100          | 1            |
| 2003      | 412.593          | 1            |
| 2004      | 436.056          | 1            |
| 2005      | 1.894.375        | 4            |
| 2006      | 4.547.498        | 2            |
| 2007      | 1.183.761        | 3            |
| 2008      | 729.097          | 1            |
| 2009      | 56.366           | 0            |
| 2010      | 539.079          | 3            |
| 2011      | 287.978          | 0            |
| 2012      | 91.638           | 0            |
| 2013      | 203.225          | 0            |
| 2014      | 38.987           | 1            |
| 2015      | 71.955           | 0            |
| 2016      | 12.919           | 0            |
| 2017      | 81.731           | 1            |
| 2018      | 63.224           | 1            |
| 2019      | 46.943           | 0            |
| 2020–2021 | 0                | 0            |
| 2022      | 71.525           | 0            |
| 2023      | 16.349           | 0            |
| gesamt    | 11.923.050       | 29           |

### Braceletübersicht
Cunningham kam bei der WSOP 86-mal ins Geld und gewann fünf Bracelets:
| Jahr | Buy-in (in $) | Turnier                        | Teilnehmer | Preisgeld (in $) |
| ---- | ------------- | ------------------------------ | ---------- | ---------------- |
| 2001 | 5000          | Seven Card Stud                | 0104       | 201.760          |
| 2002 | 5000          | Deuce to Seven Draw            | 0032       | 160.200          |
| 2005 | 1500          | No Limit Hold’em               | 2305       | 725.405          |
| 2006 | 1000          | No Limit Hold’em Rebuy         | 0752       | 625.830          |
| 2007 | 5000          | Pot Limit Hold’em Championship | 0398       | 487.287          |